# ميخائيل إي. هاينز
ميخائيل إي. هاينز هو سياسي أمريكي، ولد في 9 مايو 1927 في بوسطن في الولايات المتحدة، وتوفي في 12 سبتمبر 2019. نشط حزبياً في الحزب الديمقراطي. وقد انتخب عضو مجلس نواب ماساتشوستس ‏.